# Pentathlon aux championnats du monde d'athlétisme en salle 2016
Pour un article plus général, voir Championnats du monde d'athlétisme en salle 2016.
Navigation
2014 2018
Le concours du pentathlon des Championnats du monde en salle 2016 s'est déroulé le 18 mars 2016 à Portland, aux États-Unis.

## Faits marquants
La Canadienne Brianne Theisen-Eaton et les deux Ukrainiennes se détachent dès la première épreuve, chacune battant son record personnel sur le 60 m haies.
Les trois athlètes franchissent 1,85 m à la hauteur ; seule la Britannique Morgan Lake fait mieux avec un saut à 1,88 m.
Au poids, c'est Anastasiya Mokhnyuk qui réalise le meilleur jet, 15,44 m, mais sa compatriote Alina Fyodorova bat son record personnel avec 15,01 m et prend la tête du classement général. Theisen-Eaton consolide ses chances de victoire en faisant 13,70 m, son meilleur jet de la saison. L'Américaine Barbara Nwaba se repositionne en battant aussi son record personnel.
Dans l'après-midi, la quatrième épreuve, le saut en longueur, voit Mokhnyuk consolider son avance, grâce à un nouveau record personnel, 6,66 m. Elle a 116 points d'avance (ce qui représente 10 s 7 d'écart sur 800 m) sur la Canadienne, qui réussit 6,28 m, tandis que Fyodorova conserve la 2e place provisoire.
Lors de l'ultime épreuve du 800 mètres, la Canadienne réussit à combler son retard en suivant le train de Nwaba et remporte la course en 2 min 9 s 99. C'est le premier titre mondial pour Theisen-Eaton, après trois médailles d'argent, et un record d'Amérique du Nord. Mokhnyuk, qui a battu quatre records personnels, termine deuxième et Fyodorova troisième.

## Disqualification
Le 14 avril 2016, il est révélé que l'Ukrainienne Anastasiya Mokhnyuk a été testée positive durant ces Mondiaux au meldonium. Elle est à nouveau testée positive le 21 avril, chez elle à Brovary. En février 2018, elle est suspendue pour une durée de 4 ans et déchue de sa médaille d'argent mondiale. Sa compatriote Alina Fyodorova récupère l'argent et l'Américaine Barbara Nwaba le bronze. 

## Meilleures performances mondiales en 2016
Les meilleures performances mondiales en 2016 (top 5) avant les Championnats du monde en salle sont :
|   | Athlète             | Pays       | Marque    | Lieu         | Date            |
| - | ------------------- | ---------- | --------- | ------------ | --------------- |
| 1 | Anastasiya Mokhnyuk | Ukraine    | 4 745 pts | Zaporizhzhya | 27 janvier 2016 |
| 2 | Kendell Williams    | États-Unis | 4 703 pts | Birmingham   | 11 mars 2016    |
| 3 | Claudia Rath        | Allemagne  | 4 688 pts | Tallinn      | 14 février 2016 |
| 3 | Alina Fyodorova     | Ukraine    | 4 688 pts | Sumy         | 25 février 2016 |
| 5 | Nafissatou Thiam    | Belgique   | 4 678 pts | Gand         | 7 février 2016  |

## Médaillées
| Or                    | Argent          | Bronze        |
| Brianne Theisen-Eaton | Alina Fyodorova | Barbara Nwaba |

## Résultats

### Classement général[6]
| Rang               | Athlète                  | Nationalité  | Points | Notes  | 60 m haies   | Hauteur      | Poids       | Longueur     | 800 m             |
| ------------------ | ------------------------ | ------------ | ------ | ------ | ------------ | ------------ | ----------- | ------------ | ----------------- |
| Médaille d'or      | Brianne Theisen-Eaton    | Canada       | 4 881  | WL, AR | 1 120 8 s 04 | 1 041 1,85 m | 774 13,70 m | 981 6,42 m   | 965 2 min 9 s 99  |
| Médaille d'argent  | Alina Fyodorova          | Ukraine      | 4 770  | PB     | 1 068 8 s 27 | 1 041 1,85 m | 890 15,44 m | 953 6,33 m   | 818 2 min 20 s 42 |
| Médaille de bronze | Barbara Nwaba            | États-Unis   | 4 661  | PB     | 1 032 8 s 43 | 1 003 1,82 m | 861 15,00 m | 801 5,84 m   | 964 2 min 10 s 07 |
| 4                  | Györgyi Zsivoczky-Farkas | Hongrie      | 4 656  | SB     | 1 004 8 s 56 | 1 041 1,85 m | 830 14,54 m | 937 6,28 m   | 844 2 min 18 s 48 |
| 5                  | Kendell Williams         | États-Unis   | 4 586  |        | 1 059 8 s 31 | 1 041 1,85 m | 757 13,45 m | 943 6,30 m   | 786 2 min 22 s 82 |
| 6                  | Morgan Lake              | Royaume-Uni  | 4 499  |        | 974 8 s 70   | 1 080 1,88 m | 768 13,61 m | 859 6,03 m   | 818 2 min 20 s 40 |
| 7                  | Katerina Cachova         | Tchéquie     | 4 403  |        | 1 052 8 s 34 | 966 1,79 m   | 678 12,26 m | 883 6,11 m   | 824 2 min 19 s 97 |
| 8                  | Makeba Alcide            | Sainte-Lucie | 4 368  |        | 1 024 8 s 47 | 928 1,76 m   | 758 13,46 m | 816 5,89 m   | 842 2 min 18 s 65 |
| 9                  | Georgia Ellenwood        | Canada       | 4 324  |        | 987 8 s 64   | 966 1,79 m   | 697 12,54 m | 853 6,01 m   | 821 2 min 20 s 18 |
| 10                 | Celina Leffler           | Allemagne    | 4 181  |        | 1 019 8 s 49 | 855 1,70 m   | 739 13,17 m | 798 5,83 m   | 770 2 min 24 s 01 |
| 11                 | Salcia Slack             | Jamaïque     | 3 377  |        | 969 8 s 72   | 0 NM         | 743 13,24 m | 828 5,93 m   | 837 2 min 19 s 00 |
| DQ                 | Anastasiya Mokhnyuk      | Ukraine      | 4 847  | PB     | 1 104 8 s 11 | 1 041 1,85 m | 862 15,01 m | 1 059 6,66 m | 781 2 min 23 s 19 |

## Légende
Records et Performances
- AR : Record continental (area record)
- CR : Record des championnats (championship record)
- MR : Record du meeting (meet record)
- NR : Record national (national record)
- OR : Record olympique (olympic record)
- PR : Record paralympique (paralympic record)
- PB : Record personnel (personal best)
- SB : Meilleure performance personnelle de la saison (season's best)
- WL : Meilleure performance mondiale de l'année (world leader)
- WJR : Record du monde junior (world junior record)
- WR : Record du monde (world record)

Circonstances et Conditions
- DNF : N'a pas terminé (did not finish)
- DNS : N'a pas pris le départ (did not start)
- DQ : Disqualification (disqualification)
- NM : Aucun essai valable enregistré (No Mark)
- Q : Qualifié « directement » au prochain tour (ou à la prochaine compétition), lors d'une compétition majeure, grâce au classement ou à la réalisation des minima (automatic qualifier)
- q : Qualifié au prochain tour (ou à la prochaine compétition), lors d'une compétition majeure, grâce au repêchage ou à la réalisation de l'une des meilleures performances parmi celles des « non qualifiés directement » (grâce au meilleur temps ou à la meilleure distance par exemple) (secondary qualifier)